# Ljajčić
Lajçiq en albanais et Ljajčić en serbe latin (en serbe cyrillique : Љајчић) est une localité du Kosovo située dans la commune/municipalité de Kamenicë/Kosovska Kamenica, district de Gjilan/Gnjilane (Kosovo) ou district de Kosovo-Pomoravlje (Serbie). Selon le recensement kosovar de 2011, elle compte 160 habitants.
Le village de Velegllavë e Poshtme/Donja Veljeglava, qui formait autrefois une localité à part entière, a été rattaché à Lajçiq/Ljajčić ; en 2011, il ne comptait plus aucun habitant.

## Démographie

### Évolution historique de la population dans la localité
| 1948 | 1953 | 1961 | 1971 | 1981 | 1991 | 2011 |
| ---- | ---- | ---- | ---- | ---- | ---- | ---- |
| 549  | 591  | 577  | 619  | 504  | 453  | 160  |

|  |

### Répartition de la population par nationalités (2011)
En 2011, les Albanais représentaient 99,38 % de la population.